# Bryce Bennett
Bryce Bennett (* 14. Juli 1992 in Truckee, Kalifornien) ist ein US-amerikanischer Skirennläufer. Er gehört seit 2011 dem Kader des US-Skiteams an und ist auf die schnellen Disziplinen Abfahrt und Super-G spezialisiert.

## Biografie
Neben Nachwuchsrennen nahm Bennett 2007 erstmals an FIS-Rennen teil. Den ersten Starts im Nor-Am Cup im Februar 2009 folgten im nächsten Monat der Sieg im Riesenslalom und der zweite Platz im Slalom bei den US-amerikanischen Juniorenmeisterschaften. Seit Februar 2010 ist Bennett regelmäßig im Nor-Am Cup am Start, wobei er am 21. Februar 2010 mit dem sechsten Platz in der Super-Kombination von Aspen sein erstes Top-10-Ergebnis in dieser Rennserie erreichte. Nachdem Bennett in den nächsten 23 Monaten nur ein weiteres Mal in die Top 10 eines Nor-Am-Rennens gefahren war, aber mehrere Podestplätze in FIS-Rennen erreicht hatte, feierte er am 9. Februar 2012 im Super-G von Aspen seinen ersten Sieg im Nor-Am Cup. Am folgenden Tag stand er im zweiten Super-G in Aspen als Zweiter hinter Jeffrey Frisch erneut auf dem Podium. In der Super-G-Wertung der Saison 2011/12 wurde er Vierter. Im Jahr 2012 nahm Bennett im italienischen Roccaraso zum einzigen Mal an Juniorenweltmeisterschaften teil.
In der Saison 2012/13 des Nor-Am Cups belegte er den dritten Platz der Abfahrtswertung, was ihm einen fixen Startplatz im Weltcup ermöglichte. Das Weltcup-Debüt erfolgte am 1. Dezember 2013 in der Abfahrt von Lake Louise, die er auf Platz 64 beendete. Mit mehreren Podestplätzen sicherte er sich in der Saison 2013/14 den ersten Platz der Nor-Am-Abfahrtswertung. Im Winter 2014/15 trat Bennett zu zehn Weltcuprennen an, konnte sich aber kein einziges Mal in den Punkterängen klassieren. Weltcuppunkte holte er erstmals am 4. Dezember 2015 mit Platz 29 in der Abfahrt von Beaver Creek. Zwei Wochen später, am 19. Dezember 2015, überraschte er mit Platz 6 in der Abfahrt von Gröden (nachdem er am Vortag lediglich 48. geworden war). Ein weiteres Top-10-Ergebnis folgte am 22. Januar 2016 in der Kombination von Kitzbühel. Auch im Winter 2016/17 erzielte er zwei Top-10-Ergebnisse.
Am 18. Dezember 2021 gewann Bennett bei der Abfahrt von Gröden sein erstes Weltcuprennen. Zwei Jahre später, am 14. Dezember 2023, konnte er ebendort die erste Abfahrt der Saison 2023/24 für sich entscheiden.

## Erfolge

### Olympische Spiele
- Pyeongchang 2018: 16. Abfahrt, 17. Alpine Kombination
- Peking 2022: 19. Abfahrt

### Weltmeisterschaften
- St. Moritz 2017: 11. Alpine Kombination, 26. Abfahrt
- Åre 2019: 9. Abfahrt, 11. Alpine Kombination, 23. Super-G
- Cortina d’Ampezzo 2021: 10. Abfahrt, 16. Alpine Kombination, 27. Super-G
- Saalbach-Hinterglemm 2025: 10. Abfahrt, 15. Super-G, 15. Team-Kombination

### Weltcup
- 3 Podestplätze, davon 2 Siege:

| Datum             | Ort    | Land    | Disziplin |
| ----------------- | ------ | ------- | --------- |
| 18. Dezember 2021 | Gröden | Italien | Abfahrt   |
| 14. Dezember 2023 | Gröden | Italien | Abfahrt   |

### Weltcupwertungen
| Saison  | Gesamt | Gesamt | Abfahrt | Abfahrt | Super-G | Super-G | Kombination | Kombination |
| Saison  | Platz  | Punkte | Platz   | Punkte  | Platz   | Punkte  | Platz       | Punkte      |
| ------- | ------ | ------ | ------- | ------- | ------- | ------- | ----------- | ----------- |
| 2015/16 | 80.    | 90     | 34.     | 42      | –       | –       | 16.         | 48          |
| 2016/17 | 65.    | 109    | 26.     | 67      | 43.     | 11      | 18.         | 31          |
| 2017/18 | 45.    | 150    | 20.     | 105     | 45.     | 4       | 14.         | 41          |
| 2018/19 | 32.    | 258    | 7.      | 236     | –       | –       | 22.         | 22          |
| 2019/20 | 48.    | 161    | 16.     | 120     | –       | –       | 16.         | 41          |
| 2020/21 | 63.    | 129    | 19.     | 100     | 38.     | 29      | –           | –           |
| 2021/22 | 38.    | 212    | 12.     | 206     | 46.     | 6       | –           | –           |
| 2022/23 | 87.    | 62     | 35.     | 57      | 61.     | 5       | –           | –           |
| 2023/24 | 31.    | 280    | 5.      | 257     | 38.     | 23      | –           | –           |
| 2024/25 | 47.    | 190    | 13.     | 164     | 41.     | 26      | –           | –           |

### Nor-Am Cup
- Saison 2011/12: 4. Super-G-Wertung
- Saison 2012/13: 9. Gesamtwertung, 3. Abfahrtswertung
- Saison 2013/14: 6. Gesamtwertung, 1. Abfahrtswertung, 4. Super-Kombinationswertung, 5. Super-G-Wertung
- 7 Podestplätze, davon 1 Sieg:

| Datum           | Ort   | Land | Disziplin |
| --------------- | ----- | ---- | --------- |
| 9. Februar 2012 | Aspen | USA  | Super-G   |

### Juniorenweltmeisterschaften
- Roccaraso 2012: 6. Kombination, 10. Abfahrt, 16. Slalom, 22. Super-G, 43. Riesenslalom

### Weitere Erfolge
- US-amerikanischer Juniorenmeister im Riesenslalom 2009
- 7 Siege in FIS-Rennen